# Rajmund Oppeln-Bronikowski
Rajmund Oppeln-Bronikowski herbu własnego (ur. 11 sierpnia 1787 we Wschowie, zm. 26 grudnia 1869 w Ostrowie Wielkopolskim) – oficer wojsk Księstwa Warszawskiego, powstaniec listopadowy.
Rajmund Bronikowski pochodził z najzamożniejszej gałęzi polskiej linii swego starego polsko-niemieckiego rodu. Ojciec Antoni (zm. 1807), żonaty z Anastazją z Rogalińskich (zm. 1835), posiadał trzy okazałe folwarki koło Krobi i Rawicza: Czestram, Sworowo i Golejewko. Po zakończeniu nauk w rodzinnym domu Rajmund Bronikowski zapisał się do szkoły budowlanej we Wrocławiu, ale przerwał naukę po wkroczeniu wojsk napoleońskich do Poznańskiego (1807). Obaj starsi bracia, Wiktor i Roman, wstąpili do wojska francuskiego, a Rajmund powrócił w rodzinne strony, by zająć się owdowiałą matką. Finanse rodziny były już wtedy nadszarpnięte przez złą gospodarkę ojca i rozrzutność brata Romana, więc Bronikowski przyjął pracę w administracji cywilnej Księstwa Warszawskiego. W roku 1808 wysłano go z Poznania do Warszawy w celu nauki zasad Kodeksu Napoleona. W stolicy zajął się nim wpływowy krewny, generał Mikołaj Oppeln-Bronikowski i skłonił go do przejścia do służby wojskowej. Jako porucznik Rajmund Bronikowski odznaczył się w bitwie pod Raszynem i został mianowany adiutantem gen. Dąbrowskiego. W roku 1809 wstąpił jako kapitan do (II) Legii Nadwiślańskiej, na czele której stał Mikołaj Bronikowski, wkrótce jednak wziął urlop, by zająć się sprawami majątkowymi rodziny i nie brał udziału w walkach lat 1809-1814.
W roku 1819 Rajmund Bronikowski spłacił braci i przejął rodzinne folwarki, które jednak przez fatalną gospodarkę obu braci były obciążone wielkimi długami hipotecznymi, zaskarżonymi przez wierzycieli w sądach. W roku 1830 udał się do Warszawy na proces sądowy. W stolicy zastał go wybuch powstania listopadowego, do którego bezzwłocznie się przyłączył. W stopniu majora zorganizował w nadgranicznych Pyzdrach batalion piechoty złożony z ochotników z Poznańskiego i walczył wraz z nim przy obronie Warszawy. Po upadku powstania dostał się do niewoli pruskiej, uciekł z transportu jeńców i powrócił do rodzinnych majątków, na które w międzyczasie nałożony został sekwestr. W następnych latach udało mu się spłacić część długów, ale żądanie zapłaty kosztów procesu i administracji państwowej w czasie przymusowego zarządu majątków doprowadziło do ponownego sekwestru pod koniec lat 30. XIX wieku. W roku 1840 majątki, bardzo niekorzystnie wycenione, zostały sprzedane na przymusowej licytacji, tzw. subhastacji, i Bronikowski znalazł się w obliczu nędzy.
Po dwuletnich staraniach, po osobistym spotkaniu w Poznaniu z królem Fryderykiem Wilhelmem IV Bronikowskiemu udało się uzyskać roczną rentę dla weteranów wojsk napoleońskich w wys. 120 talarów, wypłacaną z osobistej szkatuły króla. Renta przysługiwała według ustaleń z Fontainebleau przy pierwszej abdykacji Napoleona wszystkim weteranom, również narodowości niefrancuskiej, ale władze pruskie wstrzymały wypłaty dla uczestników powstania listopadowego. Renta Bronikowskiego nie była wysoka, ale wystarczała przy ówczesnych kosztach utrzymania na roczny czynsz za dwupokojowe mieszkanie oraz roczne utrzymanie. Starość Bronikowski spędził w Ostrowie Wlkp. w domu bratanka, Antoniego. Rodziny nie założył. Pochowany został w Golejewku. Pozostawił wspomnienia, Pamiętnik Rajmunda Bronikowskiego, drukowane w 1879 r. w Poznaniu.